# Homme de Kibish
L'Homme de Kibish est le nom donné à deux squelettes humains fossiles partiels, Omo Kibish 1 et Omo Kibish 2, appartenant à l'espèce Homo sapiens, découverts en 1967 par l'équipe de Richard Leakey près de Kibish, dans la basse vallée de l'Omo, en Éthiopie. Ils figurent parmi les plus anciens fossiles connus d'Homo sapiens, avec une datation publiée en 2022 d'environ 235 000 ans avant le présent (AP).

## Historique
Les deux individus fossiles ont été découverts en 1967 par l'équipe de Richard Leakey près de Kibish, dans la basse vallée de l'Omo, non loin du lac Turkana, dans le Sud de l'Éthiopie, dans deux localités différentes du même membre stratigraphique (membre I) : Omo Kibish 1 à Kamoya’s Hominid Site (KHS) et Omo Kibish 2 à Paul’s Hominid Site (PHS).
Seuls quelques outils lithiques, attribués au Middle Stone Age, ont été trouvés en association avec les restes fossiles.

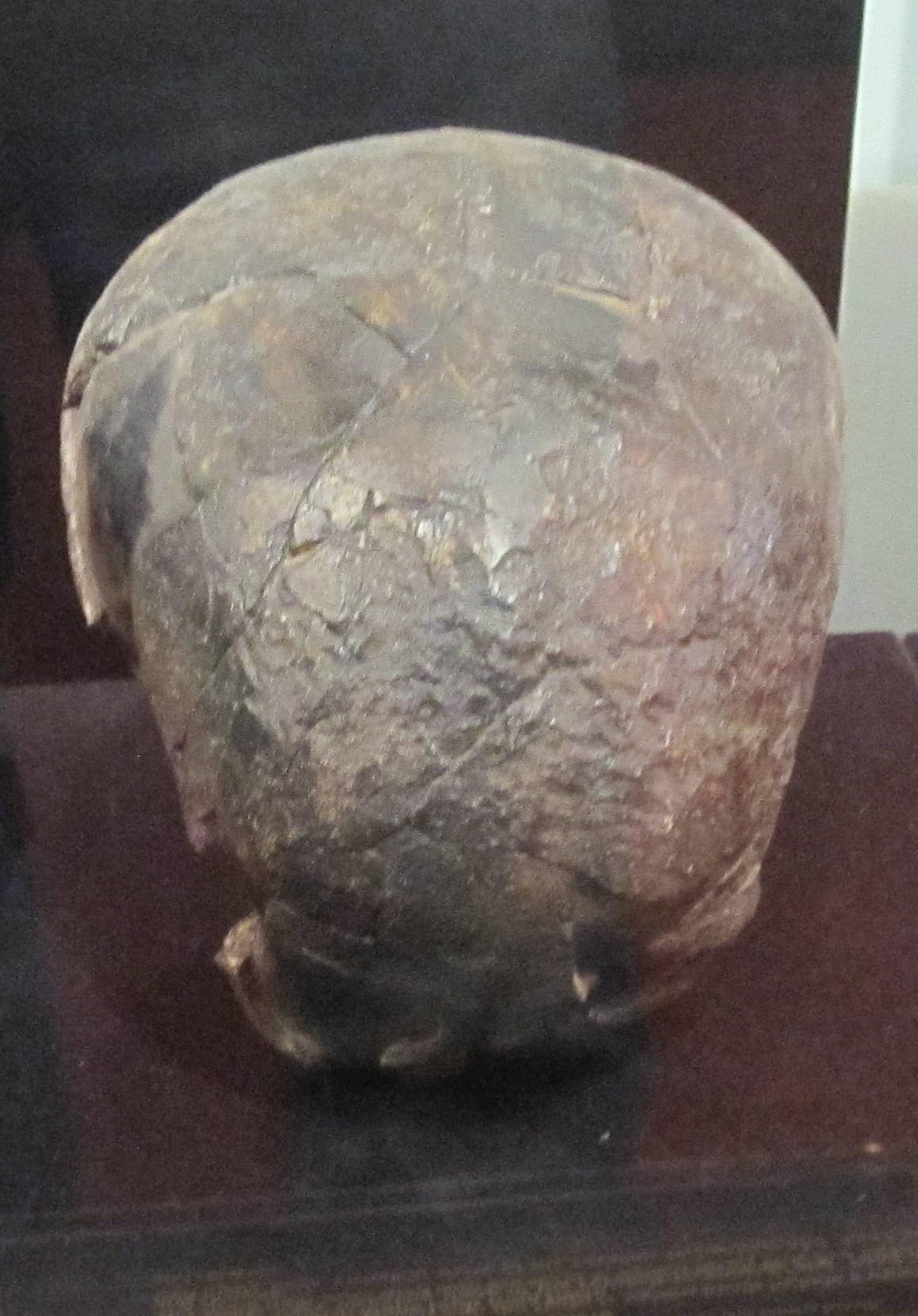
La calotte crânienne Omo Kibish 2

## Description
Omo Kibish I consiste en une partie significative du squelette, incluant une bonne partie de la calotte crânienne, des éléments fragmentaires de la face et de la mandibule, et de nombreux éléments postcrâniens. Omo Kibish II est une calotte crânienne presque complète.
Leur morphologie diffère. Le crâne d'Omo 1, quoique fragmentaire, semble avoir une forme proche de celle d'un crâne d'Homme moderne, avec un neurocrâne globulaire, une nuque arrondie vers le bas, et une partie conservée de la symphyse mandibulaire qui évoque un menton. Le neurocrâne d'Omo 2 a une forme plus allongée, avec une nuque encore élevée, ce qui est une morphologie plus archaïque.

## Datation
Pendant près de 40 ans, Omo 1 et Omo 2 n'ont eu qu'une datation approximative d'environ 130 000 ans avant le présent (AP) [sources]. Des ossements fossiles découverts en 1997 par Timothy White à Herto, dans la vallée de l'Awash, en Éthiopie, et datés en 2003 d'environ 157 000 ans AP, avaient alors pu prétendre être les plus anciens ossements d'Homo sapiens connus, sous le nom d'Homo sapiens idaltu ou Homme de Herto [sources].
Ce n'est qu'en 2005, avec une nouvelle étude réalisée par Ian McDougall et son équipe, à partir des sédiments dans lesquels avaient été trouvés les deux crânes, que ceux-ci ont été datés d'environ 195 000 ans AP, devenant ainsi les plus anciens fossiles d'Homo sapiens connus à cette époque.
Une étude de janvier 2022 a repoussé la datation d'Omo Kibish 1 à au moins 233 000 ± 22 000 ans AP.

## Analyse
D'après l'étude de 2022, il est possible qu'Omo 1 et Omo 2 ne soient pas réellement contemporains et appartiennent à deux populations distinctes, ce qui permettrait d'expliquer leur différence de morphologie.
Omo Kibish 1 est le troisième plus ancien Homo sapiens fossile connu à ce jour, après l'Homme de Djebel Irhoud, au Maroc, daté en 2017 d'environ 300 000 ans AP, sensiblement plus archaïque avec un neurocrâne plus allongé, et l'Homme de Florisbad, daté en 1996 d'environ 260 000 ans AP, qui semble un peu plus moderne que l'Homme de Djebel Irhoud.